# Sauris lineosa
Sauris lineosa är en fjärilsart som beskrevs av Moore 1888. Sauris lineosa ingår i släktet Sauris och familjen mätare. Inga underarter finns listade.